# Mutoskop

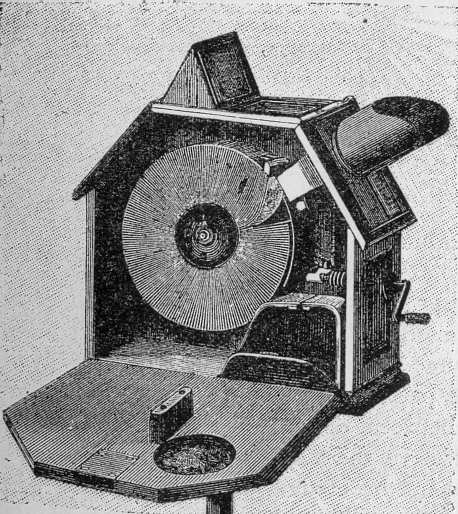
En öppnat mutoscopeapparat

Mutoskop (även Mutoscope) är en tidig visningsapparat som åstadkom illusionen av rörliga bilder. 

## Historik och funktion
Mutoskopet kom i handeln 1896 och hade utvecklats av den amerikanska ingenjören Herman Casper (1867-1939). Mutoscopet var ingen projektor som kinematografen utan en handdriven betraktningsapparat i vilken ett stort antal fotografier fanns uppmonterade på en radial axel. Fotografierena var tagna med korta intervaller och visade ett händelseförlopp. När axeln vevades "bläddrades" bilderna fram en och en i snabb följd och det uppstod illusion av rörelse. Fotografierna hade kopierats av en filmsekvens tagen med en kinematograf. Bildpaketet kunde bytas ut så att flera "filmer" kunde visas.
Ett känt företag som producerade Mutoskop-apparater var International Mutoscope Reel CO i New York. I Stockholm fanns i slutet av 1890-talet en rad sådana mutoskop uppställda i Birger Jarlspassagen.

## Bilder

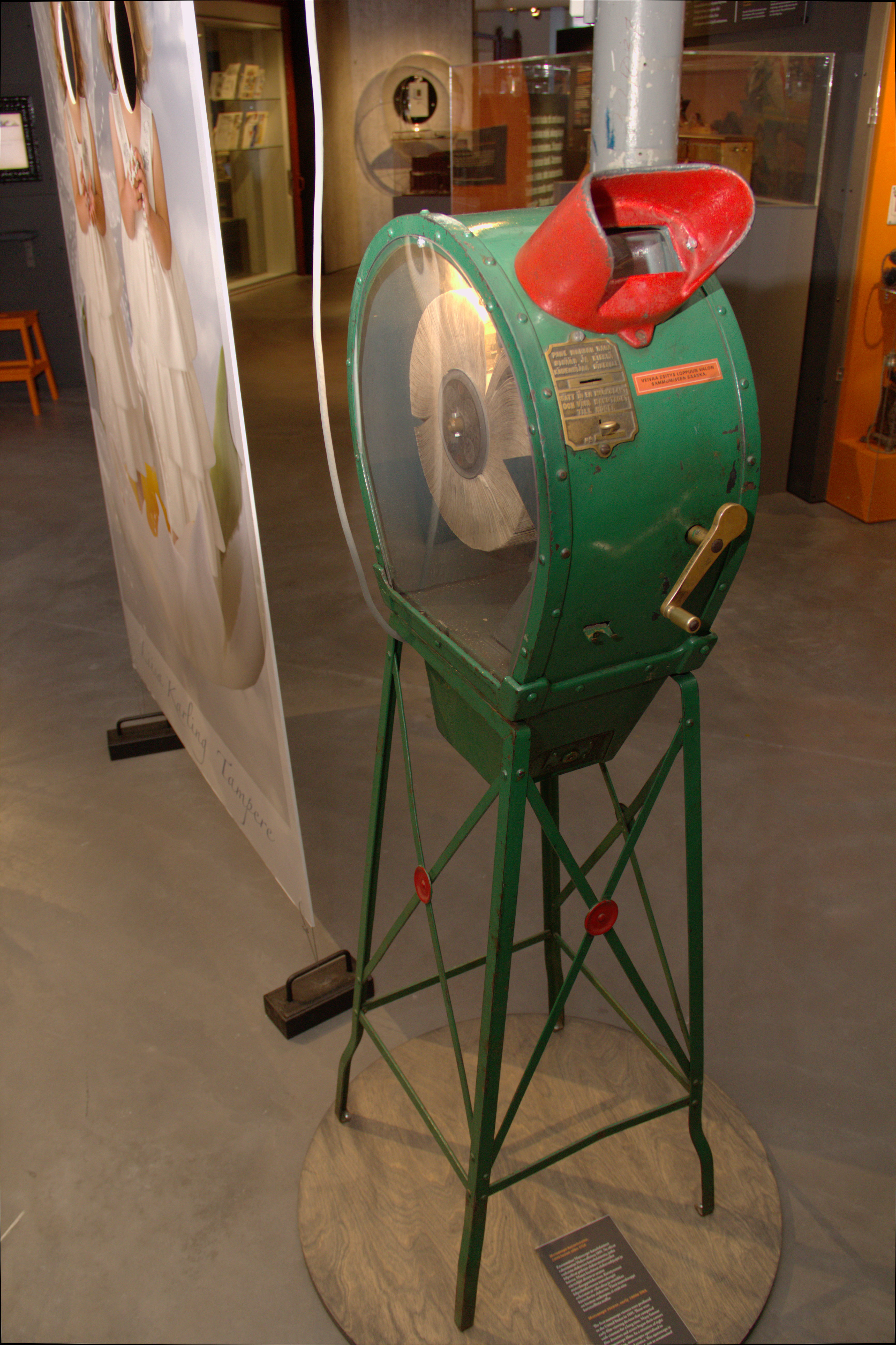
Mutoscope i Rupriikki Media Museum, Tampere.
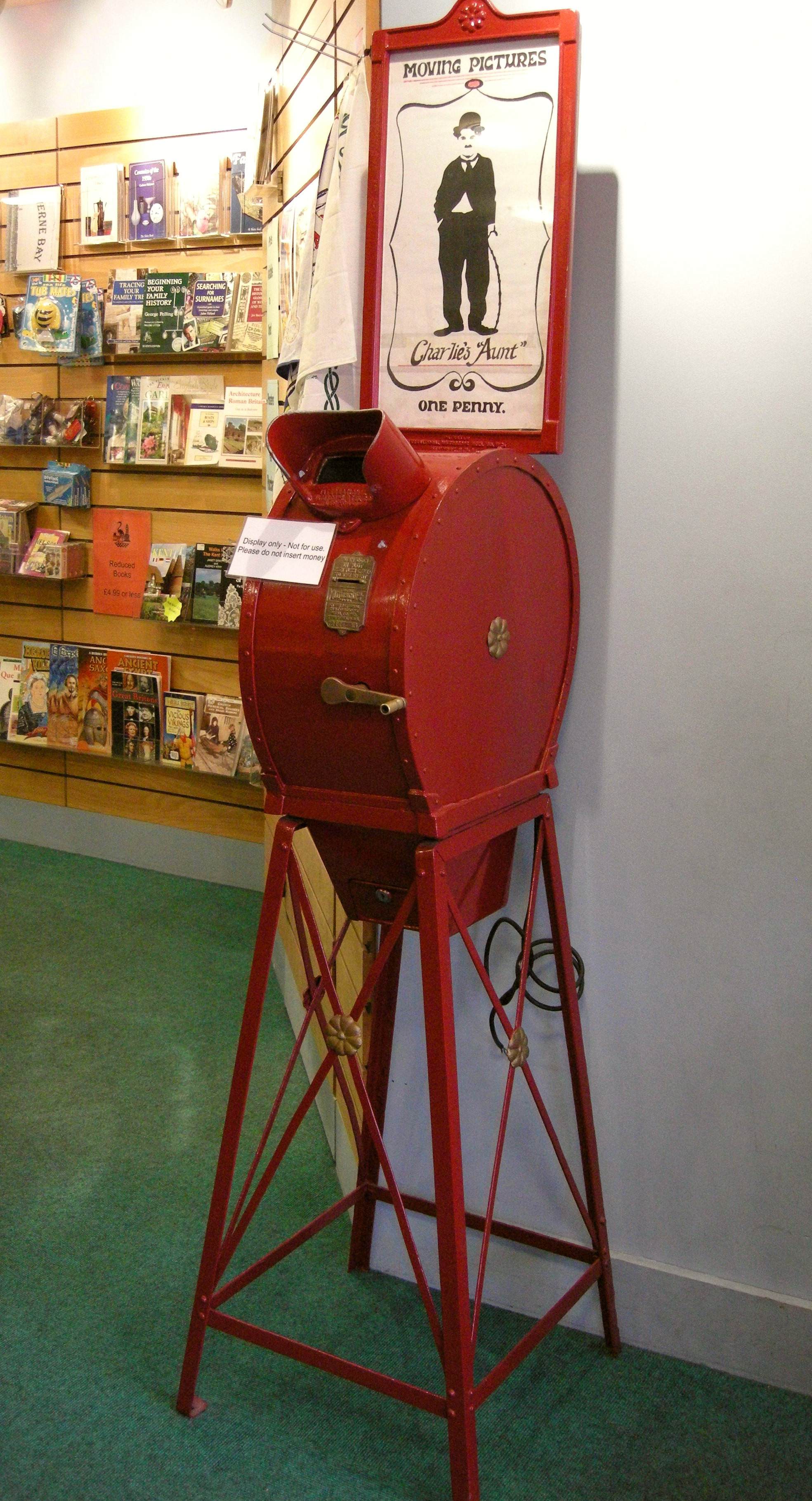
"What-the-butler-saw machine", Herne Bay Museum and Gallery.
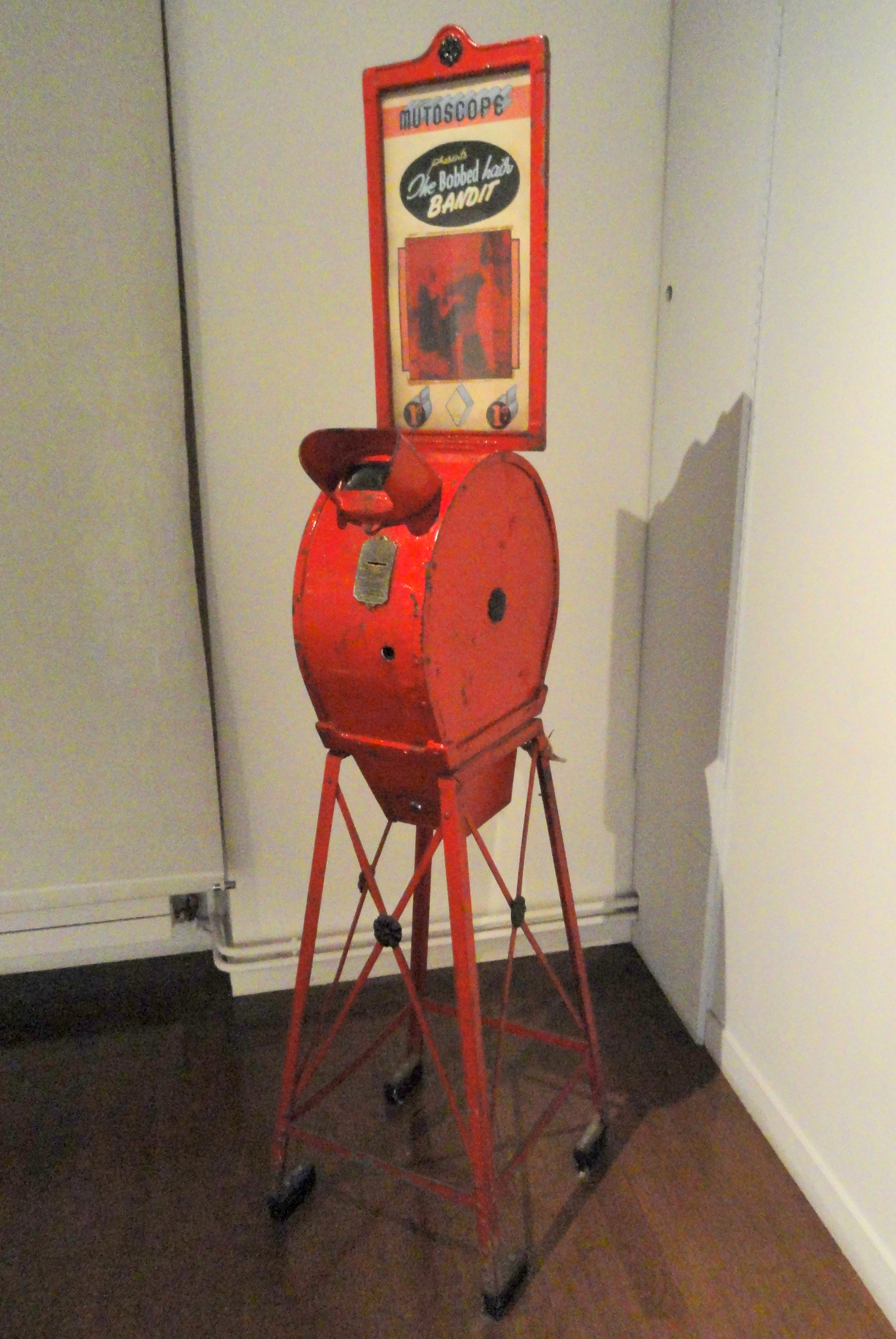
Mutoscope i Musée Nicéphore Niépce, Saône-et-Loire
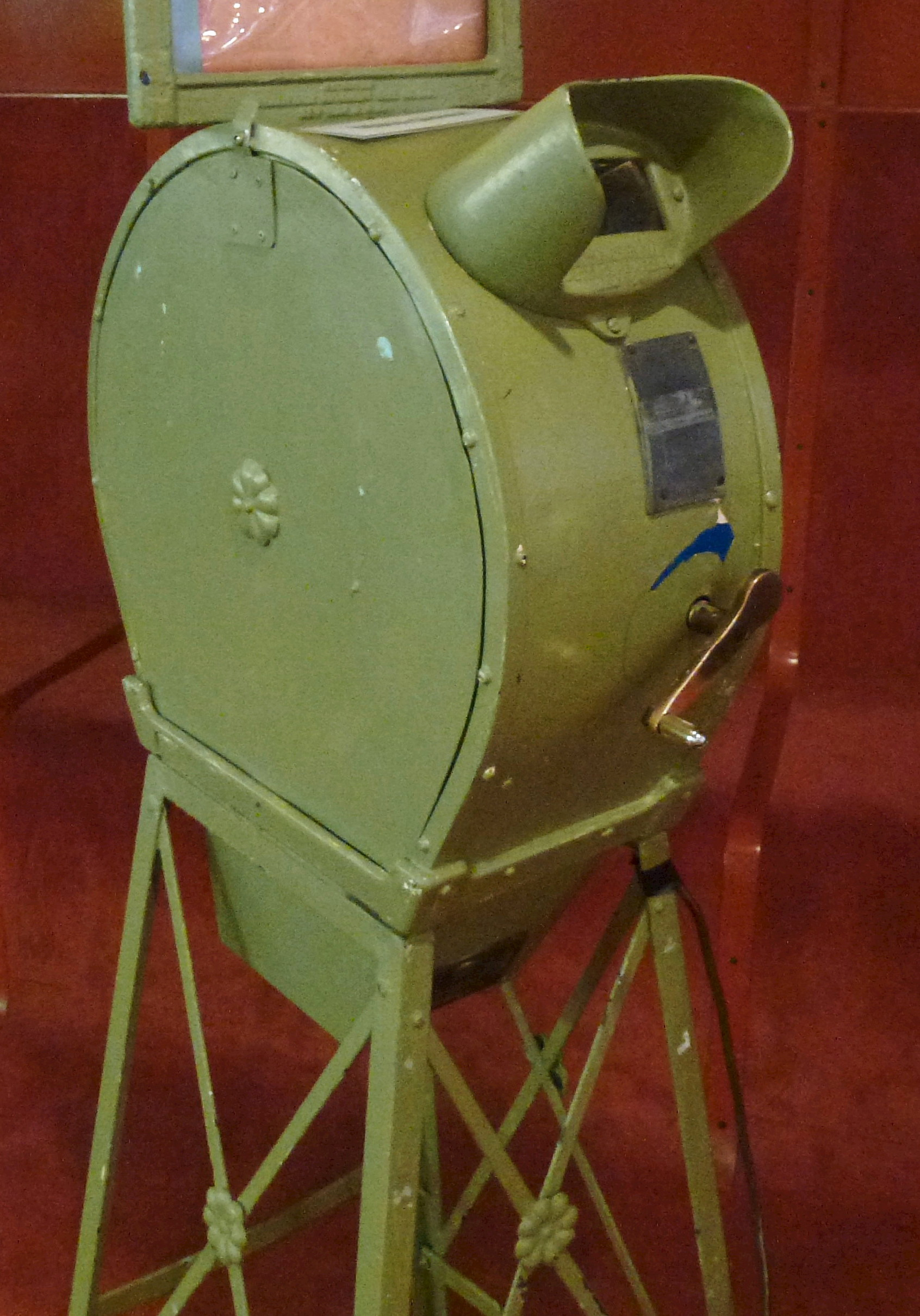
Mutoscope i Filmhuset, Stockholm